# Ryan Garbutt
Ryan Garbutt (* 12. August 1985 in Winnipeg, Manitoba) ist ein ehemaliger kanadischer Eishockeyspieler, der im Verlauf seiner aktiven Karriere zwischen 2005 und 2019 unter anderem 318 Spiele für die Dallas Stars, Chicago Blackhawks und Anaheim Ducks in der National Hockey League (NHL) auf der Position des Centers bestritten hat. Darüber hinaus verbrachte Garbutt eine Spielzeit beim ERC Ingolstadt in der Deutschen Eishockey Liga (DEL).

## Karriere
Ryan Garbutt begann seine Karriere als Eishockeyspieler in seiner Heimatstadt bei der Nachwuchsmannschaft Winnipeg South Blues, für die er von 2003 bis 2005 in der Manitoba Junior Hockey League (MJHL) aktiv war. Anschließend besuchte er vier Jahre lang die Brown University, für deren Eishockeymannschaft er parallel in der ECAC Hockey spielte. Die Saison 2009/10 verbrachte der Center bei den Corpus Christi IceRays aus der Central Hockey League (CHL). Für diese erzielte er in seiner ersten Spielzeit im professionellen Eishockey in insgesamt 65 Spielen 50 Scorerpunkte, davon 22 Tore. Die Saison 2010/11 begann er bei den Gwinnett Gladiators in der ECHL, konnte dort mit 17 Scorerpunkten in zehn Spielen jedoch schnell auf sich aufmerksam machen, woraufhin er die restliche Spielzeit bei den Chicago Wolves in der American Hockey League (AHL) verbrachte.
Am 1. Juli 2011 erhielt Garbutt als Free Agent einen Vertrag bei den Dallas Stars aus der National Hockey League (NHL). Für die Stars kam er in der Saison 2011/12 in der NHL zu zwei Toren und einer Vorlage in 20 Spielen. Den Großteil der Spielzeit verbrachte er allerdings bei Dallas’ Farmteam Texas Stars in der AHL. Zu Beginn der aufgrund eines Lockouts verkürzten Saison 2012/13 stand er zunächst ausschließlich im NHL-Kader der Dallas Stars. Im Juli 2015 gaben ihn die Stars samt Trevor Daley an die Chicago Blackhawks ab und erhielten im Gegenzug Patrick Sharp sowie Stephen Johns. In Chicago blieb Garbutt knapp eine halbe Saison, ehe er im Januar 2016 im Tausch für Jiří Sekáč zu den Anaheim Ducks wechselte.
Im Mai 2017 verließ Garbutt erstmals Nordamerika und unterzeichnete einen Einjahresvertrag beim HK Sotschi aus der Kontinentalen Hockey-Liga (KHL). Nach zwölf KHL-Partien für Sotschi wechselte Garbutt zu Torpedo Nischni Nowgorod und weitere zwei Monate später – kurz vor Ende der Transferperiode – zum slowakischen Teilnehmer HC Slovan Bratislava. Nach dem Ende der Saison 2017/18 verließ Garbutt die KHL und unterschrieb im August 2018 einen Einjahresvertrag beim ERC Ingolstadt in der Deutschen Eishockey Liga (DEL). Im Sommer 2019 beendete der 34-Jährige seine aktive Karriere.

## Erfolge und Auszeichnungen
| - 2005 MJHL Most Valuable Player - 2005 MJHL First All-Star Team - 2008 ECAC All-Academic Team | - 2009 ECAC All-Academic Team - 2010 CHL All-Rookie Team |

## Karrierestatistik
(Legende zur Spielerstatistik: Sp oder GP = absolvierte Spiele; T oder G = erzielte Tore; V oder A = erzielte Assists; Pkt oder Pts = erzielte Scorerpunkte; SM oder PIM = erhaltene Strafminuten; +/− = Plus/Minus-Bilanz; PP = erzielte Überzahltore; SH = erzielte Unterzahltore; GW = erzielte Siegtore; 1 Play-downs/Relegation; Kursiv: Statistik nicht vollständig)